# Tinnís
Tinnís (àrab: ﺗﻨﻴﺲ, Tinnīs) fou una ciutat portuària egípcia situada al llac Manzala, a la zona del delta del Nil, entre Port Fuad i Damiata, a la governació de Port Saïd. Coneguda antigament com a Tenessos, el 641 les forces àrabs comandades per Amr ibn al-As l'arrabassaren als romans d'Orient.
Durant molt de temps fou un lloc de gran importància estratègica per la seva capacitat d'acollir naus capaces de navegar el riu Nil i, per tant, d'arribar fins al Caire i Assuan, així com pel seu pes econòmic. A l'època de les croades era el tercer port d'Egipte, després d'Alexandria i Damiata, i tenia un paper especialment rellevant en els intercanvis amb Síria i Itàlia. Era un centre de manufactura i comerç del lli i la llana, fins a tal punt que les autoritats egípcies hi obriren un tiraz que, entre altres productes, fabricava cada any la preciosa kiswa emprada per cobrir la Kaba de la Meca.
La pesca era la font d'aliment principal dels seus habitants.
La població de la ciutat restà majoritàriament cristiana. El viatger ismaïlita Nasir Khusraw esmentà la presència de 50.000 cristians, incloent-hi coptes i melquites, quan visità Tinnís durant l'època fatimita (1048).
El 1177 fou saquejada per una flota del Regne de Sicília.
La persecució per part de les autoritats musulmanes, que destruïren desenes d'esglésies, alimentà l'emigració dels cristians.
Es convertí en un objectiu preuat dels croats, que esperaven conquerir-la per facilitar la supervivència dels estats croats d'Ultramar amb la conquesta del «punt feble» musulmà al sud de Terra Santa. Per aquest motiu, el soldà aiúbida al-Kàmil ibn al-Àdil (nebot de Saladí) feu arrasar Tinnís el 1127.
No quedà cap rastre de l'antiga prosperitat de la ciutat, fins a tal punt que el 1326 el viatger Ibn Battuta es referia a Tinnís com un lloc completament erm.